# Eccles, Nord

Eccles este o comună în departamentul Nord, Franța. În 1 ianuarie 2022 avea o populație de 92 de locuitori.